# Воронов Натан Мойсейович
Натан Моїсейович Воронов (біл. Натан Майсеевіч Воранаў; *19 травня 1916, Могильов — †3 березня 1978) — білоруський живописець. Заслужений діяч мистецтв БРСР (1966).

## Біографія
Закінчив Вітебське художнє училище у 1935 році, а в 1948 році — Інститут живопису, скульптури та архітектури імені Рєпіна у Ленінграді. Учасник Другої світової війни.
У 1965–1978 роках викладав у Білоруському театрально-художньому інституті.

## Творчість
Працював у різних жанрах станкового живопису. Найзначніші твори присвячені подіям Жовтневого перевороту і боротьбі білоруського народу у роки Другої світової війни: «Ранок у Жовтні. Мінськ, 1917 рік» (1957), «Білорусь. За владу Совєтів» (1967), «Земля нескорена» (1974). Створив портрети білоруських композиторів Євгена Тікоцького (1949), В. Кандрусевича (1975), груповий портрет фехтувальниць («Білоруські „мушкетери“», 1971); ліричні та індустріальні пейзажі «Разлив на Березині» (1958), «Гомель. Порт» (1963), «Весна. Подруги» (1967), «Роздум» (1971), «Зацвіло» (1973), «Венеція. Дощовий ранок» (1974), «Нове місто», «Сатана», «Мінчанка» (усі 1977), натюрморти та інші картини.